# Francesco Rossi (senatore)
Francesco Rossi (Fossombrone, 1º febbraio 1868 – Fossombrone, 13 luglio 1943) è stato un prefetto e politico italiano.
Nell'amministrazione dell'interno dal 1900 è stato prefetto, presidente della camera di commercio e preside della provincia a Cremona. Ha presieduto la società italo-olandese Enka, il consorzio provinciale antitubercolare di Cremona, la Commissione per la bonifica integrale, gli istituti provinciale per la lotta contro i tumori maligni e Vittorio Emanuele III per la assistenza sanitaria ai contadini. È stato membro dei consigli di amministrazione della banca Credito Commerciale e della Pirelli. Senatore dal 1939.